# Wakefield (Virginia)
Wakefield es un pueblo situado en el condado de Sussex, Virginia  (Estados Unidos). Según el censo de 2010 tenía una población de 2.149 habitantes.

## Demografía
Según el censo del 2000, Wakefield tenía 1.038 habitantes, 423 viviendas, y 285 familias. La densidad de población era de 320,6 habitantes por km².
De las 423 viviendas en un 27,2%  vivían niños de menos de 18 años, en un 48,5%  vivían parejas casadas, en un 16,3% mujeres solteras, y en un 32,6% no eran unidades familiares. En el 30% de las viviendas  vivían personas solas el 17,5% de las cuales correspondía a personas de 65 años o más que vivían solas. El número medio de personas viviendo en cada vivienda era de 2,45 y el número medio de personas que vivían en cada familia era de 3,05.
Por edades la población se repartía de la siguiente manera: un 24,9% tenía menos de 18 años, un 6,2% entre 18 y 24, un 26% entre 25 y 44, un 24,6% de 45 a 60 y un 18,4% 65 años o más.
La edad media era de 40 años.  Por cada 100 mujeres de 18 o más años  había 79,3 hombres.
La renta media por vivienda era de 28.500$ y la renta media por familia de 34.539$. Los hombres tenían una renta media de 26.429$ mientras que las mujeres 21.595$. La renta per cápita de la población era de 15.290$. En torno al 9,9% de las familias y el 13,4% de la población estaban por debajo del umbral de pobreza.

## Localidades adyacentes
El siguiente diagrama muestra a las localidades más próximas a Wakefield.